# Port lotniczy Santander
Port lotniczy Santander – port lotniczy położony 5 km na południe od Santanderu, w regionie Kantabria, w północnej Hiszpanii. W 2005 obsłużył 664 tys. pasażerów.

## Linie lotnicze i połączenia
| Linia lotnicza  | Kierunek |
| --------------- | --- |
| Binter Canarias | 1. Gran Canaria 2. Teneryfa-Północ |
| Iberia          | 1. Madryt Sezonowo: 1. Grenada 2. Jerez 3. Vigo |
| Ryanair         | 1. Paryż-Beauvais 2. Mediolan-Bergamo 3. Birmingham 4. Bruksela-Charleroi 5. Dublin 6. Edynburg 7. Londyn-Stansted 8. Malaga 9. Manchester 10. Marakesz 11. Rzym-Fiumicino 12. Sewilla 13. Treviso 14. Walencja 15. Wiedeń Sezonowo: 1. Alicante 2. Barcelona 3. Bolonia |
| Volotea         | 1. Sewilla Sezonowo: 1. Ibiza 2. Menorka 3. Murcja |
| Vueling         | 1. Barcelona Sezonowo: 1. Palma de Mallorca |
| Wizz Air        | Sezonowo: 1. Bukareszt |